# Шоо, Режё
Режё Шоо, или Режё Шо (венг. Soó Rezső; Soó von Bere Karoly Rezső; 1903—1980) — венгерский ботаник, создатель собственной системы классификации покрытосеменных растений.

## Краткая биография
Родился в трансильванском городе Одерхеллен (Удвархей) (Австро-Венгрия) (ныне Одорхею-Секуйеск, Румыния).
Известен как крупный систематик растений, исследователь флоры Центральной Европы. Режё Шоо — признанный специалист по европейским орхидным; среди прочего, он подробно изучал род Пальчатокоренник (Dactylorhiza).
Член-корреспондент Венгерской академии наук с 1947 года, действительный член Академии с 1951 года.
Дважды лауреат венгерской государственной премии Кошута — 1951-го и 1954-го годов.
Шоо был страстным филателистом. Свою коллекцию (225 тысяч почтовых марок) он передал городу Дебрецену; часть этой коллекции размещена в Выставочном зале Дилижанс (венг. Delizsansz Kiallitoterem) Дебрецена.

## Названы в честь Шоо
В честь Режё Шоо названы многие ботанические таксоны, в том числе:
- Alchemilla sooi Palitz (1936)
- Arum ×sooi Terpó (1973)
- Carex ×sooi Jakucs (1953)
- Centaurea ×sooi Nyar. (1943)
- Eulophia sooi Chun & Tang ex S.C.Chen (1999)
- Leontodon ×sooi Csongor (1947)
- Potentilla ×sooi Borhidi & Isepy (1965)
- Quercus ×sooi Mátyás (1971)
- Ranunculus sooi Borsos (1965)
- Sorbus sooi (Mathe) Kárpáti (1960)
- Tithymalus ×sooi (T.Simon) Soják (1972) [syn.  Euphorbia ×sooi T.Simon (1949)]

## Научные труды
- Geobotanische Monographie von Kolozsvár. — Debrecen, 1927.
- Monographie und lconographie der Orchideen Europas… // kunulauxtoro. — Berlin, 1930—1940 (Nachdr. 1972).
- Floren und Vegetationskarte des historischen Ungarns. — Debrecen, 1933.
- A Mátra hegység és környékének flórája. — Debrecen, 1937.
- A Tiszántúl flórája. — Debrecen, 1938.
- A Székelyföld flórájának előmunkálatai. — Kolozsvár, 1940.
- A Székelyföld flórája. — Kolozsvár, 1943.
- Magyar Flóraművek. (I—III., VI—VII.) — Debrecen és Kolozsvár, 1937—1949.
- Kolozsvár és környékének flórája. — Kolozsvár, 1941—44.
- Növényföldrajz. — Budapest, 1945, 1965.
- Az Erdélyi Mezőség flórája. — Debrecen, 1949.
- Közép-Erdély erdei növényszövetkezetei és azok jellemző fajai. — Sopron, 1948.
- A magyar növényvilág kézikönyve. (I—II., Jávorka Sándorral). — Budapest, 1951.
- Fejlődéstörténeti növényrendszertan. — Budapest, 1953.
- A magyar flóra és vegetáció rendszertani-növényföldrajzi kézikönyve. (I—VI.) — Budapest, 1964—80.
- Magyar Flóra (Növényhatározó, II. köt. 4. kiad). — Budapest, 1968.
- Bibliographia synoecologica scientifica hungarica, 1900—1972. — Budapest, 1978.